# Marcos Venáncio de Albuquerque
Marcos Venáncio de Albuquerque (Ceará) (født 18. juni år 1980 i Crato (CE), Brasilien) er en brasiliansk fodboldspiller.. Han indledte sin karriere i Santos FC i 1998 hvor han spillede til 2001 ( Han opnåede 4 kampe og scorede ikke). han tog derefter et år til Santa Cruz FC han tog væk i 2002 ( Han opnåede 17 kampe men scorede ingen mål). Herefter tog han til Coritba FC til år 2004 (han opnåede 32 kampe og scorede 1 mål). Han har desuden været professionel hos Paris Saint-Germain i Frankrig.